# Viljevo
Viljevo (srbsky Виљево, maďarsky Villyó) je vesnice a správní středisko stejnojmenné opčiny v Chorvatsku v Osijecko-baranjské župě. Nachází se blízko hranic s Maďarskem, asi 7 km západně od města Donji Miholjac, 31 km severovýchodně od Slatiny, 38 km severozápadně od Našic a asi 57 km severozápadně od Osijeku. V roce 2011 žilo ve Viljevu 1 218 obyvatel, v celé opčině pak 2 065 obyvatel.
Součástí opčiny je celkem sedm trvale obydlených vesnic. Dříve byly součástí opčiny i osady Kabalna (dnes součást Bockovace) a Miholjački Karlovac (dnes součást Krunoslavje).
- Blanje – 43 obyvatel
- Bockovac – 51 obyvatel
- Cret Viljevski – 80 obyvatel
- Ivanovo – 290 obyvatel
- Kapelna – 294 obyvatel
- Krunoslavje – 89 obyvatel
- Viljevo – 1 218 obyvatel

Opčinou prochází státní silnice D34 a župní silnice Ž4031 a Ž4032. Severně od Viljeva protéká řeka Dráva, jižně řeka Karašica.